# بلين سميث
بلين سميث (بالإنجليزية: Blane Smith)‏ هو لاعب كرة قدم أمريكية أمريكي، ولد في 13 يوليو 1954 في غاري في الولايات المتحدة.

## وصلات خارجية
- بلين سميث على موقع مرجع كرة القدم المحترفة.كوم (الإنجليزية)